# Ouarsenis
Cette page contient des caractères tifinaghs. En cas de problème, consultez Aide:Unicode ou testez votre navigateur.
L'Ouarsenis (en arabe : الونشريس, en berbère : ⵡⴰⵔⵙⵏⵉⵙ, Warsnis) est un massif de montagnes du Nord-Ouest de l'Algérie. Il culmine au pic Sidi Amar (1 985 m) près de Bordj Bou Naama dans la wilaya de Tissemsilt, à 67 km au nord de Tissemsilt.

## Toponymie
La forme actuelle du toponyme Ouarsenis est adoptée aussi bien par les habitants que par la nomenclature officielle, mais elle est l'aboutissement d'une longue évolution. En effet, jusqu’à la fin du XIXe siècle, les sources donnaient plusieurs formes pour le massif : Ouarsénis, Ouersenis, Ouenseris, Ouaransenis, Ouarenseris, Ouarchticen, Ouarchenis, Ouancherich  et Wancharis. Les versions les plus anciennement attestées sont  celles d'Ibn Khaldoun : Ouarsénis et surtout Ouarchenis.
L'Ouarsenis de l'historien du xive siècle semble avoir des dimensions du même ordre que celles des géographes et des administrateurs coloniaux[Quoi ?] par rapport à celles, beaucoup plus restreintes, que lui donnent ses populations actuelles[Quand ?] qui réservent le nom de djebel Warsnis à son « massif central ».
L'Ouarsenis, du berbère Warsnis, signifie « rien de plus haut » selon certaines hypothèses. Lionel Galand a suggéré que Ouencheris était l'élément de départ, avec wa + n qui signifie littéralement « celui de » en berbère. Pour l'autre moitié du mot, G. S. Colin posait la question de savoir si elle ne pouvait pas être mise en rapport avec Sersou, région immédiatement au sud. 
En 1902, Onésime Reclus surnomme l'Ouarsenis « l'Œil-du-monde », expression qui est reprise plus tard dans des récits sur la guerre d'Algérie.

## Géographie

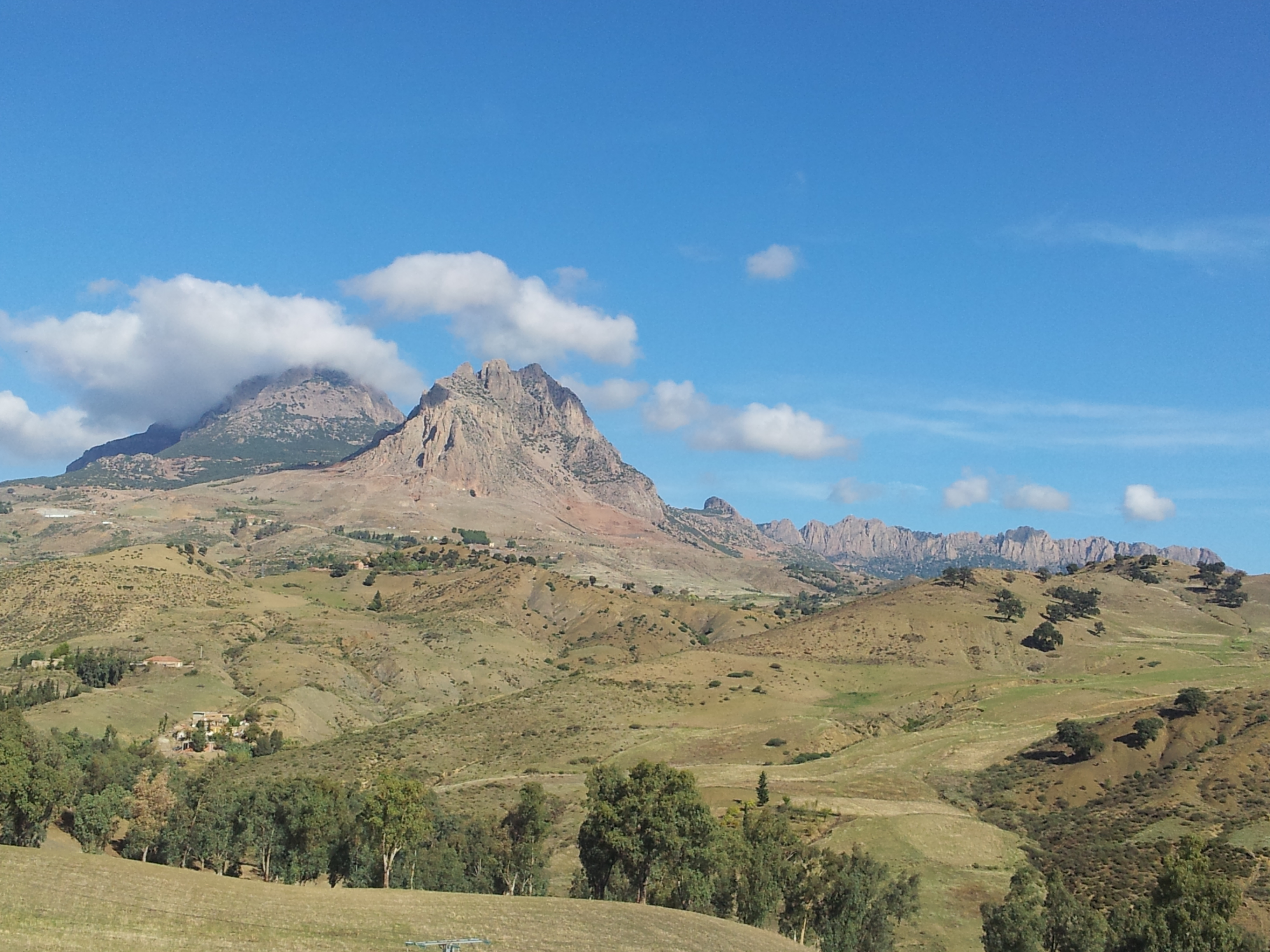
Sommet de l'Ouarsenis près de la commune de Tamalehat.

L'Ouarsenis est un massif de l'Atlas tellien, situé dans le Nord de l'Algérie. Il s'étend entre le Chelif à l'est et au nord, l'Oued Mina et les monts de Saïda à l'ouest et le plateau du Sersou au sud, à cheval sur les wilayas de Médéa, Aïn Defla, Tissemsilt, Chlef, Relizane et Tiaret.
Le relief, accidenté, comporte de lourdes croupes marno-schisteuses, et des crêtes. Il est dominé par plusieurs pointements calcaires dont le principal forme le « haut massif » ou « massif central » de la chaîne auquel les populations de ces régions réservent le nom de djebel Warsnis. Les principaux sommets sont le mont Achaoun (1 850 m) le Ras Elbrarit (1 750 m), le pic Sidi Abdelkader, le mont Tamedrara, le Kef Siga et le Kef Sidi Amar (1 985 m, au nord de Bordj Bou Naama), le point culminant du massif.
Le massif constitue la plus vaste unité montagneuse du Tell algérien, il est compris entièrement dans la zone méditerranéenne. Il est coupé de la mer par la chaîne côtière du Dahra et se trouve relativement privilégié par rapport aux régions voisines, notamment l'Oranie orientale et le Sersou, qui sont des régions plus sèches. L'Ouarsenis est, pour l'Ouest algérien, le pendant symétrique, mais d'une altitude inférieure, du massif du Djurdjura en Grande-Kabylie. Il s'étire sur environ 200 km d'ouest en est, tandis que sa largeur est de l'ordre de 100 km sauf à l'est, où elle ne dépasse pas 60 km. Il constitue, avec les Traras et les monts du Tessala, la seconde ligne de crêtes méridionales telliennes surplombant les hautes plaines intérieures.

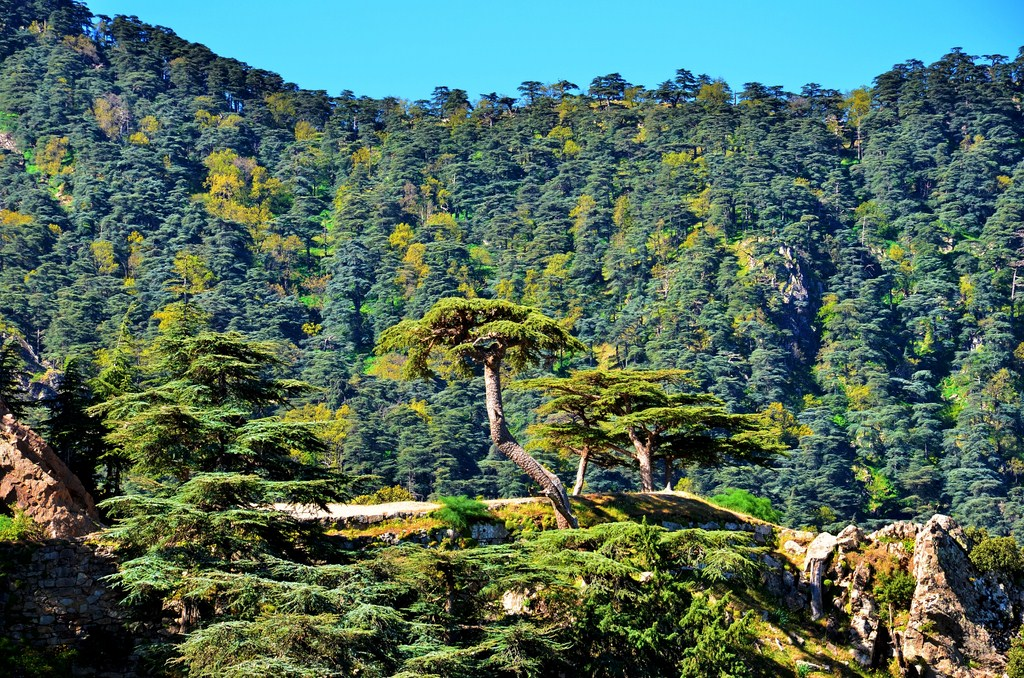
Forêt des cèdres.

La région offre globalement de bonnes conditions climatiques, à l'exception de la zone culminante qui se caractérise par de longs et rigoureux hivers. Les effets des irrégularités pluviométriques et thermiques sont ici atténués. Le massif échappe aux influences du sud, même s'il est en contact direct avec le domaine semi-aride.
La montagne est un refuge pour la flore et la faune, on y trouve notamment de vastes forêts de cèdres, de pins d'Alep et de chênes verts, mais elle favorise aussi l'agriculture, notamment sur les versants et le plateau du Sersou couvert de cultures céréalières. Le parc national de Theniet El-Had s’étend sur 3 616 hectares, il a été créé dans la partie orientale du massif pour protéger des forêts de cèdres séculaires. La région était connue jadis pour abriter des lions, des panthères et des léopards,.
Sur les flancs du massif naissent les principaux affluents du Chelif : les oueds Deurdeur, Rouina, Tikzel, Sly et Rhiou. Il est un des grands châteaux d'eau du pays, ses flancs septentrionaux portent une série de barrages importants, alimentant les irrigations de la vallée du Chélif.

## Histoire

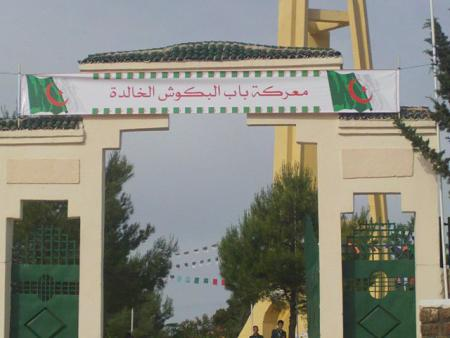
Commémoration de la bataille de Bab El Bekkouche.

Le peuplement de l'Ouarsenis est très ancien et durant toute la période romaine le massif est resté occupé dans sa plus grande extension par des populations autochtones indépendantes. L'Ouarsenis a en effet échappé à l'occupation romaine, Gsell souligne qu'aucune voie romaine n'a été relevée à l'intérieur du massif. Durant l'Antiquité tardive, une vaste principauté maure a pu s'établir entre l'Ouarsenis et la côte.
Le massif a connu une diffusion rapide de l'islam et ultérieurement celle des doctrines d'essence puritaine et austère, notamment celles de certaines confréries religieuses. Géographes et historiens médiévaux parlent peu de l'Ouarsenis. Les Berbères de la région sont donnés comme étant « zénètes » par les historiens arabes qui les rattachent aux Banou Ifren et aux Maghraoua.
Après l'effondrement de la dynastie rostémide, l'Ouarsenis connaît des dominations successives notamment almohade et zianide. Ces derniers semblent avoir eu une véritable influence sur l'intérieur du pays, influence attestée par la toponymie, notamment : le ksar Hammou Moussa (Ammi Moussa), le djebel défensif de « Sidi Hammou » situé entre les territoires des communes de Sebt et Melaab, le lieu-dit « Khandaq Youcef » dans la commune de Sebt, lieu de la bataille livrée par Youcef Ibn Abou Hamou Moussa et le lieu-dit « Kherbet Ezziayna » dans la commune de Meghila qui recèle des vestiges zianides.
La domination des Mérinides en 1337 favorisa l'installation des Arabes hilaliens (Ouled Ryah) au nord de Chlef, au contact du massif. Dans les parties basses et plates, ils fusionnaient avec les autochtones sur la base de l'identité du mode de vie nomade, et à l'avantage de la langue arabe. Les montagnards sédentaires et berbérophones continuaient leur existence de paysans. Plus tard et très progressivement le massif reçoit des apports de populations arabophones, qui font progresser l'arabisation des populations berbères.
Dans la première moitié du XIXe siècle, la plupart des tribus berbères citées par Ibn Khaldoun y étaient encore installées. Il a été un des hauts lieux de résistance pendant la conquête coloniale, notamment en 1845, lors de la révolte de cheikh Boumaza. Elle est suivie d'une répression qui se traduisit par des confiscations, notamment celles des terres céréalières du piémont, qui étaient nécessaires à l’alimentation de la population. Une part des paysans a émigré, ou a travaillé dans les fermes coloniales de plaine. Puis à nouveau lors de la guerre d'indépendance.
Après l'indépendance, les difficultés de communication à l'intérieur du massif ont conduit à en rattacher les différentes parties à cinq wilayas dont les chefs-lieux sont installés à la périphérie.

## Langues
Le berbère, autrefois parlé dans tout le massif, ne survit que dans quelques îlots à la fin du XIXe siècle, mais persiste fortement dans la toponymie locale, les patronymes et le vocabulaire. Paradoxalement, c'est dans le Dahra qui est moins élevé et relativement plus accessible que les berbérophones se rencontraient le plus.
La variété de berbère de l'Ouarsenis fait partie de l'ensemble « zénète » dans la classification du René Basset (1887), qui qualifie même les parlers locaux de « zénatia ». Il est l'un des petits parlers résiduels du centre-ouest algérien (en) qui sont des lambeaux survivant du grand ensemble socio-historique zénète. René Basset a étudié dans la Zenatiya de l'Ouarsenis, les différents dialectes parlés au XIXe siècle dans la région.
L'enquête menée par Edmond Doutté et Émile-Félix Gautier en 1913 confirme le processus d'arabisation de la région et le déclin de la langue berbère. Les montagnards berbérophones entretiennent des relations d'échanges commerciaux denses et régulières avec les arabophones des piémonts et plaines. Il mentionne : « Ils sont ainsi arrivés, en deux générations, à délaisser d’abord au dehors puis dans leurs relations familiales, leur dialecte, au point, me disait un homme de trente ans, “que nous ne savons plus désigner la nourriture en kabyle” ». André Basset, dans son Atlas des parlers berbères (1936-1939), confirme l'existence de deux zones berbérophones dans l'Ouarsenis, l'une au nord de Bordj Bou Naama, l'autre au nord-est de Theniet El Had.

## Population

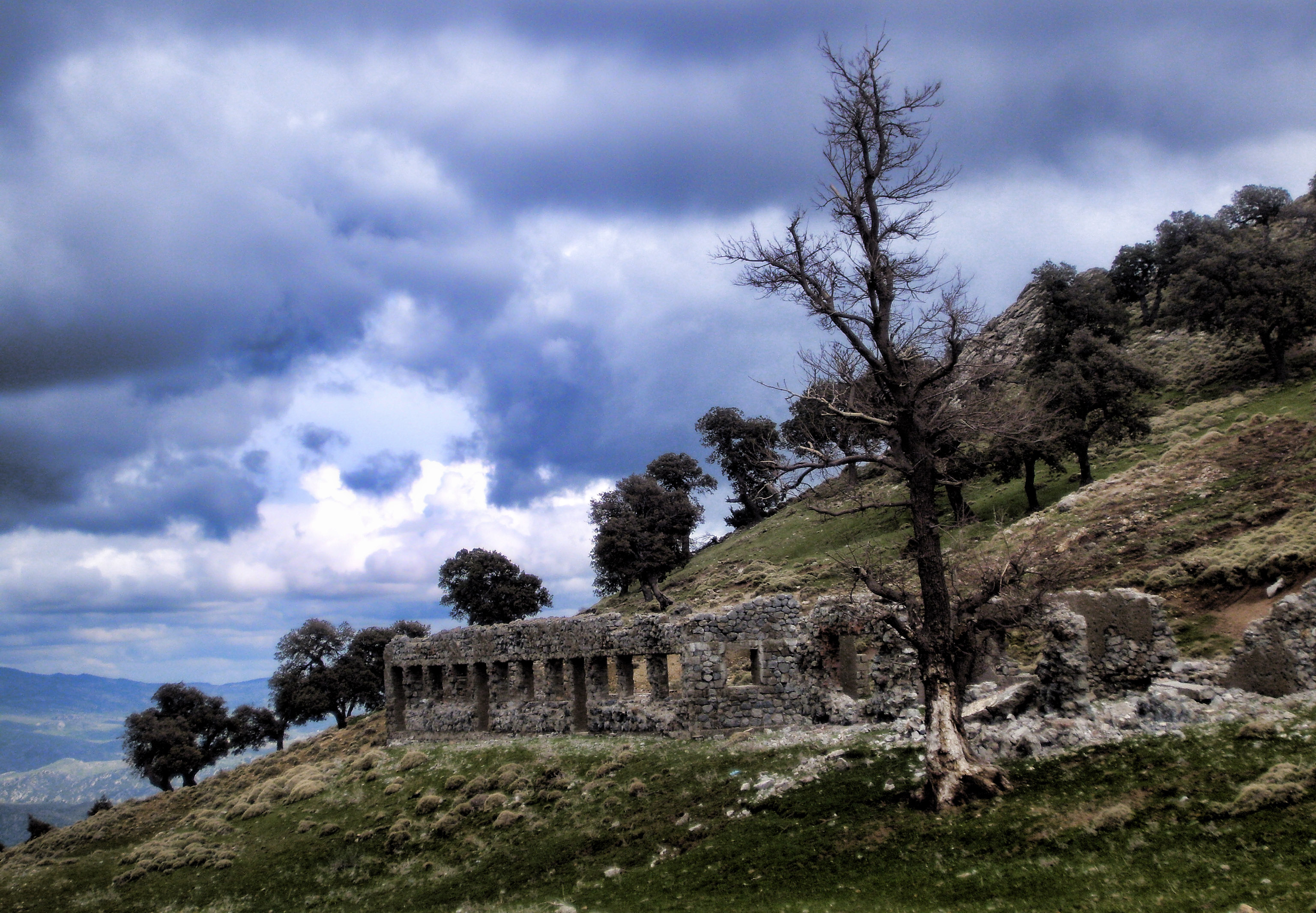
Vestiges d'un hameau.

Les habitants sont d'origine berbère, ils sont zénètes et descendent des Aït Ifran, des Beni-Ouragh, des Meknassas, Matmatas, Houaras et des Maghraouas. À ce fond ethnique local, il y a eu des apports arabes, sans doute à partir de la fin du milieu du Moyen Âge.
Les populations sont, en première approximation, des sédentaires, petits agriculteurs-éleveurs. Les populations du Sersou voisin les appelaient qbayl « Kabyles » quand ils nomment gbala les populations de la steppe, plus au sud. Cet usage du terme qbayl pour nommer les montagnards est une particularité algérienne ancienne : les « Kabyles » n'étaient pas alors les seuls habitants du Djurdjura.
La densité humaine est plus forte dans les altitudes élevées. La structure sociale traditionnelle comportait trois niveaux : la famille, la boccas et la tribu. L'habitat est généralement groupé dans des hameaux appelés boccas (buqεa, littéralement : « emplacement »), correspondant à des petites collectivités autonomes distinctes. Chacune d'elles comprend trois sortes de terroirs : le terroir de cultures permanentes (jardins et vergers), le terroir de replats réservé aux cultures annuelles, et le terroir de montagne, domaine de la forêt.
La propriété terrienne est privée, il existe des actes datant des XVIe et XVIIe siècles. Il s'agit d'une société sédentaire ancienne avec des droits bien définis. Tous les membres de la bocca sont solidaires et concernés par tout ce qui touche l'organisation sociale de leur espace. La bocca organisait également les travaux collectifs qui se déroulaient dans le cadre de la touiza ou « travaux collectifs d’entraide ». Ce mode d'organisation débordait à la fois sur les plaines du Chélif, le massif du Dahra et sur le Sersou.
Les six principaux sommets, portent le nom de saints et deux koubbas coiffent les sommets les plus élevés (Kef Sidi-Amar et Kef Sidi-Abdelqader). Chaque année ont lieu des visites rituelles et des repas communiels à l'honneur d'un wali (saint) dans chaque bocca. Il en existe de trois sortes de repas collectif à destination religieuse : ceux offerts au printemps et à l'automne en l'honneur du saint de l'islam, Abd al Qadir al-Jilani ; ceux offerts, aux mêmes saisons, au sanctuaire des saints locaux que chaque groupe dépend ou descend ; ceux que chaque chef de famille peut offrir à ses voisins en action de grâce.
À partir de la guerre d'Algérie, beaucoup de villageois du massif s'installent dans les villes voisines, cet exode rural s'est accéléré après l'indépendance du pays.

### Vidéographie
- Les Déracinés, film de Lamine Merbah (1977), inspiré de la thèse du géographe algérien, Djilali Sari (1976).